# Rapid City Rush
Rapid City Rush är ett amerikanskt professionellt ishockeylag som spelar i den nordamerikanska ishockeyligan ECHL sedan 2014. De grundades dock redan 2008 för spel i Central Hockey League (CHL). Laget spelar sina hemmamatcher i inomhusarenan The Monument, som har en publikkapacitet på 5 119 åskådare vid ishockeyarrangemang, i Rapid City i South Dakota. Laget är samarbetspartner med Arizona Coyotes i National Hockey League (NHL) och Tucson Roadrunners i American Hockey League (AHL). De har ännu inte vunnit någon Kelly Cup, som är trofén till det lag som vinner ECHL:s slutspel, men de vann dock en Ray Miron President's Cup, som var trofén till det lag som vann CHL:s slutspel mellan 2001 och 2014, när de spelade i den ligan.
Spelare som har spelat för dem är bland andra Gustav Bouramman, Michael Bunting, Giovanni Fiore, Adin Hill, Marek Langhamer, Brandon Mashinter, Dakota Mermis och Jesse Schultz.